# Fortspinnungstypus
Fortspinnungstypus bezeichnet ein musikalisches Formprinzip, das zu den typischen Stilmerkmalen des Spätbarock zählt. Geprägt wurde der Begriff von Wilhelm Fischer als Gegenbegriff zum von ihm sogenannten „Liedtypus“, welcher in etwa der in der Formenlehre nach Arnold Schönberg sogenannten Periode entspricht:

„auf einen Vordersatz mit Ganz- oder Halbschluß folgt eine motivisch verwandte oder fremde modulierende ‚Fortspinnung‘, aus einer oder mehreren aneinander gereihten Sequenzen bestehend; manchmal schließt eine dritte Gruppe als ‚Schlußsatz‘ oder ‚Epilog‘ das Ganze ab.“

Der Vordersatz kann nach Fischer aus einer einzigen Phrase, aus der Wiederholung, Sequenzierung oder Imitation einer Phrase, oder aus einer Reihung verwandter oder kontrastierender Phrasen bestehen (sodass der Vordersatz mitunter selbst als Fortspinnungstypus erscheint). Die Fortspinnung basiere meist auf der Quintschrittsequenz. Melodisch könne sie mit dem Vordersatz zusammenhängen, oder auch neues Motivmaterial enthalten. Typisch sei zudem eine „rhythmische Verengerung“, indem die Glieder der Fortspinnung in der Regel kürzer (meist halb so lang) sind wie die Glieder des Vordersatzes, und im Falle mehrerer Sequenzgruppen die Glieder späterer Sequenzen abermals verkürzt werden. Ein Epilog nach der Fortspinnung ist Fischer zufolge daher relativ selten.
Als Beispiel bespricht Fischer u. a. die ersten acht Takte des ersten Satzes der Sonate für Viola da Gamba und Cembalo (BWV 1029) von Johann Sebastian Bach. Clemens Kühn veranschaulicht das Formprinzip u. a. anhand der Eröffnungsritornelle von Antonio Vivaldis Violinkonzert a-Moll op. 3 Nr. 6 (1711) und der Arie Bereite dich, Zion aus Bachs Weihnachtsoratorium. Ein weiteres Beispiel wäre der erste Abschnitt von Bachs Invention in d-Moll BWV 775:

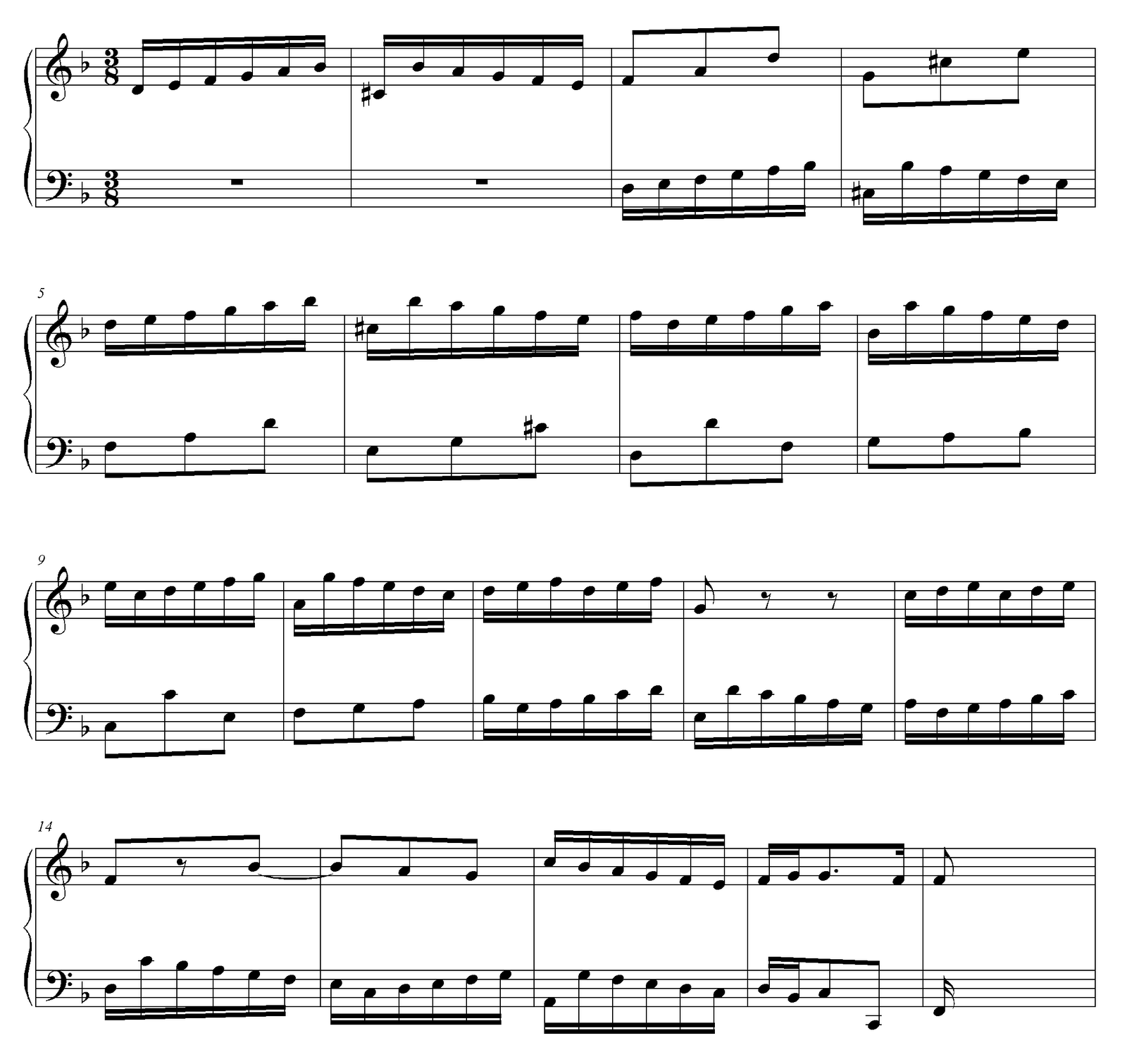
J.S. Bach, Invention d-Moll BWV 775, T. 1-18.

In seiner Wirkung zeichnet sich der Fortspinnungstypus nach Kühn durch „fließendes Weitertreiben“ (statt Symmetrie) und „ungehinderte motivische Energie“ (statt „entgegengestelltem Kontrast“), bzw. durch „Bewegung statt Gleichgewicht“ aus.